# Gunman's Walk
Gunman's Walk is een Amerikaanse western uit 1958 onder regie van Phil Karlson. Destijds werd de film in Nederland uitgebracht onder de titel De weg van het geweld.

## Verhaal
De veeboer Lee Hackett lost geschillen op met het geweer en hij heeft ook getracht zijn beide zoons volgens dat beginsel op te voeden. Zijn heetgebakerde oudste zoon Ed doodt op een dag een indiaan. Zijn jongste zoon Davy daarentegen raakt steeds meer betrokken met de zus van die indiaan. Lee gaat daardoor beseffen dat hij zich moet aanpassen aan de nieuwe tijden.

## Rolverdeling
| Acteur             | Personage               |
| ------------------ | ----------------------- |
| Van Heflin         | Lee Hackett             |
| Tab Hunter         | Ed Hackett              |
| Kathryn Grant      | Clee Chouard            |
| James Darren       | Davy Hackett            |
| Mickey Shaughnessy | Hulpsheriff Will Motely |
| Robert F. Simon    | Sheriff Harry Brill     |
| Edward Platt       | Purcell Avery           |
| Ray Teal           | Jensen Sieverts         |
| Paul Birch         | Bob Selkirk             |
| Michael Granger    | Curly                   |
| Will Wright        | Rechter                 |